# Navy CIS: New Orleans/Episodenliste

Logo zur Serie

Diese Episodenliste enthält alle Episoden der US-amerikanischen Krimiserie Navy CIS: New Orleans, sortiert nach der US-amerikanischen Erstausstrahlung. Die Fernsehserie umfasst sieben Staffeln mit 155 Episoden.

## Übersicht
| Staffel        | Episodenanzahl | Erstausstrahlung USA | Erstausstrahlung USA | Deutschsprachige Erstveröffentlichung | Deutschsprachige Erstveröffentlichung |
| Staffel        | Episodenanzahl | Premiere             | Finale               | Premiere                              | Finale                                |
| -------------- | -------------- | -------------------- | -------------------- | ------------------------------------- | ------------------------------------- |
| Backdoor-Pilot | 2              | 25. März 2014        | 1. April 2014        | 9. September 2014                     | 9. September 2014                     |
| 1              | 23             | 23. September 2014   | 12. Mai 2015         | 10. April 2015                        | 23. August 2015                       |
| 2              | 24             | 22. September 2015   | 17. Mai 2016         | 8. Januar 2016                        | 16. Januar 2017                       |
| 3              | 24             | 20. September 2016   | 16. Mai 2017         | 8. Dezember 2017                      | 7. Mai 2018                           |
| 4              | 24             | 26. September 2017   | 15. Mai 2018         | 8. Juni 2018                          | 9. November 2018                      |
| 5              | 24             | 25. September 2018   | 14. Mai 2019         | 13. September 2019                    | 17. Dezember 2019                     |
| 6              | 20             | 24. September 2019   | 19. April 2020       | 15. Mai 2020                          | 27. September 2020                    |
| 7              | 16             | 8. November 2020     | 23. Mai 2021         | 9. April 2021                         | 20. August 2021                       |

## Backdoor-Pilot
Navy CIS: New Orleans wird während der elften Staffel der Serie Navy CIS erstmals ausgestrahlt. Die Erstausstrahlung der beiden Pilotfolgen New Orleans war in den USA am 25. März und 1. April 2014 auf CBS zu sehen. Die deutschsprachige Erstausstrahlung zeigte der Schweizer Sender 3+ am 9. September 2014.
| Nr. | Deutscher Titel      | Originaltitel     | Erstausstrahlung USA | Deutschsprachige Erstausstrahlung (CH) | Regie               | Drehbuch      | Zuschauer (USA) |
| --- | -------------------- | ----------------- | -------------------- | -------------------------------------- | ------------------- | ------------- | --------------- |
| 1   | New Orleans – Teil 1 | Crescent City (1) | 25. März 2014        | 9. Sep. 2014                           | James Whitmore, Jr. | Gary Glasberg | 17,52 Mio.      |
| 2   | New Orleans – Teil 2 | Crescent City (2) | 1. Apr. 2014         | 9. Sep. 2014                           | Tony Wharmby        | Gary Glasberg | 17,16 Mio.      |

## Staffel 1
Die Erstausstrahlung der ersten Staffel war vom 23. September 2014 bis zum 12. Mai 2015 auf dem US-amerikanischen Sender CBS zu sehen. Die deutschsprachige Erstausstrahlung der ersten Episode strahlte der Schweizer Free-TV-Sender 3+ am 10. April 2015 aus. Die zweite und dritte Episode wurden vom deutschen Free-TV-Sender Sat.1 am 12. und zum 19. April 2015 erstausgestrahlt. Vom 24. April bis zum 14. August 2015 strahlte 3+ die Episoden 4 bis 20 erstmals aus. Die letzten drei Episoden wurden wiederum von Sat.1 als deutschsprachige Erstausstrahlung vom 16. bis zum 23. August 2015 gesendet.
| Nr. (ges.) | Nr. (St.) | Deutscher Titel            | Originaltitel              | Erstausstrahlung USA | Deutschsprachige Erstausstrahlung (CH/D) | Regie               | Drehbuch                                                                       | Zuschauer (USA) |
| ---------- | --------- | -------------------------- | -------------------------- | -------------------- | ---------------------------------------- | ------------------- | ------------------------------------------------------------------------------ | --------------- |
| 1          | 1         | Das gestiefelte Bein       | Musician Heal Thyself      | 23. Sep. 2014        | 10. Apr. 2015                            | Michael Zinberg     | Jeffrey Lieber                                                                 | 17,36 Mio.      |
| 2          | 2         | Das Pestschiff             | Carrier                    | 30. Sep. 2014        | 12. Apr. 2015                            | James Whitmore, Jr. | Gary Glasberg                                                                  | 16,81 Mio.      |
| 3          | 3         | Auf der Flucht             | Breaking Brig              | 7. Okt. 2014         | 19. Apr. 2015                            | Tony Wharmby        | Laurie Arent                                                                   | 15,41 Mio.      |
| 4          | 4         | Der Ring                   | The Recruits               | 14. Okt. 2014        | 24. Apr. 2015                            | Oz Scott            | Sam Humphries                                                                  | 16,14 Mio.      |
| 5          | 5         | Der Fluch der Orchidee     | It Happened Last Night     | 21. Okt. 2014        | 1. Mai 2015                              | Arvin Brown         | Jack Bernstein                                                                 | 16,13 Mio.      |
| 6          | 6         | Das erste Kapitel          | Master of Horror           | 28. Okt. 2014        | 8. Mai 2015                              | Terrence O’Hara     | Scott Shapiro                                                                  | 16,09 Mio.      |
| 7          | 7         | Der Glanz des Silbers      | Watch Over Me              | 11. Nov. 2014        | 15. Mai 2015                             | James Hayman        | David Appelbaum                                                                | 14,99 Mio.      |
| 8          | 8         | Wer ist Maria Garcia?      | Love Hurts                 | 18. Nov. 2014        | 22. Mai 2015                             | Michael Pressman    | Jack Bernstein                                                                 | 16,86 Mio.      |
| 9          | 9         | Ein Sumpf aus Hass         | Chasing Ghosts             | 25. Nov. 2014        | 29. Mai 2015                             | James Whitmore, Jr. | Jonathan I. Kidd & Sonya Winton                                                | 14,47 Mio.      |
| 10         | 10        | Der Mann im Loch           | Stolen Valor               | 16. Dez. 2014        | 5. Juni 2015                             | Dennis Smith        | Laurie Arent                                                                   | 14,14 Mio.      |
| 11         | 11        | Der Köder                  | Baitfish                   | 6. Jan. 2015         | 12. Juni 2015                            | Leslie Libman       | Jeffrey Lieber                                                                 | 17,73 Mio.      |
| 12         | 12        | Der Schatz im Golf         | The Abyss                  | 13. Jan. 2015        | 19. Juni 2015                            | Sam Humphrey        | Terrence O’Hara                                                                | 16,39 Mio.      |
| 13         | 13        | 14 letzte Tage             | The Walking Dead           | 3. Feb. 2015         | 26. Juni 2015                            | Edward Ornelas      | David Appelbaum                                                                | 16,52 Mio.      |
| 14         | 14        | Der unsichtbare Schütze    | Careful What You Wish For  | 10. Feb. 2015        | 3. Juli 2015                             | James Hayman        | Scott Shapiro                                                                  | 16,19 Mio.      |
| 15         | 15        | Maskenball                 | Le Carnivale de la Mort    | 17. Feb. 2015        | 10. Juli 2015                            | Tony Wharmby        | Jonathan I. Kidd & Sonya Winton                                                | 14,70 Mio.      |
| 16         | 16        | Unter Brüdern              | My Brother’s Keeper        | 24. Feb. 2015        | 17. Juli 2015                            | Oz Scott            | Christopher Ambrose Idee: Christopher Ambrose, Jonathan I. Kidd & Sonya Winton | 13,71 Mio.      |
| 17         | 17        | Das Syndikat               | More Now                   | 10. März 2015        | 24. Juli 2015                            | Bethany Rooney      | Christopher Silber                                                             | 12,61 Mio.      |
| 18         | 18        | Das Herz will, was es will | The List                   | 24. März 2015        | 31. Juli 2015                            | Michael Zinberg     | Laurie Arent                                                                   | 14,42 Mio.      |
| 19         | 19        | Der Insider                | The Insider                | 7. Apr. 2015         | 7. Aug. 2015                             | James Whitmore, Jr. | Gary Glasberg                                                                  | 14,33 Mio.      |
| 20         | 20        | Baby Lou-Lou               | Rock-A-Bye-Baby            | 14. Apr. 2015        | 14. Aug. 2015                            | Elodie Keene        | Jonathan I. Kidd and Sonya Winton                                              | 14,40 Mio.      |
| 21         | 21        | Filmriss                   | You’ll Do                  | 28. Apr. 2015        | 16. Aug. 2015                            | Alrick Riley        | Sam Humphrey                                                                   | 14,55 Mio.      |
| 22         | 22        | Vorboten                   | How Much Pain Can You Take | 5. Mai 2015          | 23. Aug. 2015                            | Terrence O’Hara     | Christopher Silber & Christopher Ambrose                                       | 13,36 Mio.      |
| 23         | 23        | Sturm über der Stadt       | My City                    | 12. Mai 2015         | 23. Aug. 2015                            | James Hayman        | Jeffrey Lieber Idee: Jeffrey Lieber & Zach Strauss                             | 13,61 Mio.      |

## Staffel 2
Die Erstausstrahlung der zweiten Staffel war vom 22. September 2015 bis zum 17. Mai 2016 auf dem US-amerikanischen Sender CBS zu sehen. Die deutschsprachige Erstausstrahlung der ersten elf Episoden sendete der Schweizer Free-TV-Sender 3+ vom 8. Januar bis zum 18. März 2016. Die restlichen Episoden wurden vom 17. Oktober 2016 bis zum 16. Januar 2017 vom deutschen Free-TV-Sender Sat.1 erstausgestrahlt.
| Nr. (ges.) | Nr. (St.) | Deutscher Titel          | Originaltitel           | Erstausstrahlung USA | Deutschsprachige Erstausstrahlung (CH/D) | Regie               | Drehbuch                           | Zuschauer (USA) |
| ---------- | --------- | ------------------------ | ----------------------- | -------------------- | ---------------------------------------- | ------------------- | ---------------------------------- | --------------- |
| 24         | 1         | Der Feind im Inneren     | Sic Semper Tyrannis     | 22. Sep. 2015        | 8. Jan. 2016                             | James Whitmore, Jr. | Jeffrey Lieber                     | 12,62 Mio.      |
| 25         | 2         | Operation Sawback        | Shadow Unit             | 29. Sep. 2015        | 15. Jan. 2016                            | James Hayman        | Christopher Silber                 | 12,86 Mio.      |
| 26         | 3         | Der Sonne so nah         | Touched By the Sun      | 6. Okt. 2015         | 22. Jan. 2016                            | Laurie Arent        | Ed Ornelas                         | 14,18 Mio.      |
| 27         | 4         | Im Angesicht des Todes   | I Do                    | 13. Okt. 2015        | 29. Jan. 2016                            | Tony Wharmby        | Sam Humphrey                       | 12,47 Mio.      |
| 28         | 5         | Die Spur des Mörders     | Foreign Affairs         | 20. Okt. 2015        | 5. Feb. 2016                             | Laura Belsey        | Sanford Golden & Karen Wyscarver   | 12,99 Mio.      |
| 29         | 6         | Wahnsinn für fünf Dollar | Insane in the Membrane  | 27. Okt. 2015        | 12. Feb. 2016                            | Leslie Libman       | David Appelbaum                    | 13,06 Mio.      |
| 30         | 7         | Das gestohlene Herz      | Broken Hearted          | 3. Nov. 2015         | 19. Feb. 2016                            | Elodie Keene        | Zach Strauss & Greta Heinemann     | 14,15 Mio.      |
| 31         | 8         | Die Entschuldigung       | Confluence              | 10. Nov. 2015        | 26. Feb. 2016                            | Ed Ornelas          | Jeffrey Lieber & Katherine Beattie | 12,39 Mio.      |
| 32         | 9         | Dunkle Nacht             | Darkest Hour            | 17. Nov. 2015        | 4. März 2016                             | Michael Zinberg     | Laurie Arent                       | 13,01 Mio.      |
| 33         | 10        | Besser spät als nie      | Billy and the Kid       | 24. Nov. 2015        | 11. März 2016                            | Mary Lou Belli      | Sam Humphrey                       | 11,85 Mio.      |
| 34         | 11        | Das dunkle Herz          | Blue Christmas          | 15. Dez. 2015        | 18. März 2016                            | Tony Wharmby        | Zach Strauss                       | 12,09 Mio.      |
| 35         | 12        | Staatenlos               | Sister City, Part II    | 5. Jan. 2016         | 17. Okt. 2016                            | James Hayman        | Christopher Silber                 | 17,25 Mio.      |
| 36         | 13        | Kojoten                  | Undocumented            | 19. Jan. 2016        | 24. Okt. 2016                            | Fred Toye           | David Appelbaum                    | 13,30 Mio.      |
| 37         | 14        | Mardi Gras               | Father’s Day            | 9. Feb. 2016         | 31. Okt. 2016                            | Dennis Smith        | Sam Humphrey                       | 12,57 Mio.      |
| 38         | 15        | Der geheimnisvolle Held  | No Man’s Land           | 16. Feb. 2016        | 7. Nov. 2016                             | James Whitmore, Jr. | Cathryn Humphris                   | 13,41 Mio.      |
| 39         | 16        | Das Team geht vor        | Second Chances          | 23. Feb. 2016        | 14. Nov. 2016                            | Tessa Blake         | Zach Strauss                       | 12,60 Mio.      |
| 40         | 17        | Funkstille               | Radio Silence           | 1. März 2016         | 21. Nov. 2016                            | Tessa Blake         | Laurie Arent & Greta Heinemann     | 11,72 Mio.      |
| 41         | 18        | Die Wahrheit über Emily  | If It Bleeds, It Leads  | 15. März 2016        | 28. Nov. 2016                            | Bethany Rooney      | David Appelbaum                    | 11,97 Mio.      |
| 42         | 19        | Mittel zum Zweck         | Means to an End         | 22. März 2016        | 5. Dez. 2016                             | Alrick Riley        | Christopher Silber                 | 13,38 Mio.      |
| 43         | 20        | Second Line              | Second Line             | 5. Apr. 2016         | 12. Dez. 2016                            | Tony Wharmby        | Nancylee Myatt                     | 12,28 Mio.      |
| 44         | 21        | Der Skandal              | Collateral Damage       | 19. Apr. 2016        | 19. Dez. 2016                            | James Whitmore, Jr. | Cathryn Humphris                   | 12,22 Mio.      |
| 45         | 22        | Blitz in der Küche       | Help Wanted             | 3. Mai 2016          | 2. Jan. 2017                             | Terrence O’Hara     | Sam Humphrey                       | 12,56 Mio.      |
| 46         | 23        | Offene See               | The Third Man           | 10. Mai 2016         | 9. Jan. 2017                             | Bethany Rooney      | David Appelbaum & Zach Strauss     | 13,24 Mio.      |
| 47         | 24        | Der Feind in meinem Bett | Sleeping with the Enemy | 17. Mai 2016         | 16. Jan. 2017                            | James Hayman        | Christopher Silber                 | 13,30 Mio.      |

## Staffel 3
Die Erstausstrahlung der dritten Staffel war vom 20. September 2016 bis zum 16. Mai 2017 auf dem US-amerikanischen Sender CBS zu sehen. Die deutschsprachige Erstausstrahlung der ersten 13 Episoden sowie von Episode 16 sendete der deutsche Free-TV-Sender Kabel eins vom 8. Dezember 2016 bis zum 23. März 2017. Die restlichen Episoden wurden vom 2. April bis zum 7. Mai 2018 beim Pay-TV-Sender 13th Street erstausgestrahlt.
| Nr. (ges.) | Nr. (St.) | Deutscher Titel         | Originaltitel          | Erstausstrahlung USA | Deutschsprachige Erstausstrahlung (D) | Regie               | Drehbuch                                                        | Zuschauer (USA) |
| ---------- | --------- | ----------------------- | ---------------------- | -------------------- | ------------------------------------- | ------------------- | --------------------------------------------------------------- | --------------- |
| 48         | 1         | Mitten ins Herz         | Aftershocks            | 20. Sep. 2016        | 8. Dez. 2017                          | James Hayman        | Brad Kern                                                       | 11,12 Mio.      |
| 49         | 2         | Findet Elvis!           | Suspicious Minds       | 27. Sep. 2016        | 15. Dez. 2017                         | Michael Zinberg     | Christopher Silber                                              | 10,76 Mio.      |
| 50         | 3         | Die Geisel              | Man on Fire            | 11. Okt. 2016        | 22. Dez. 2017                         | Rob Morrow          | Zach Strauss                                                    | 9,62 Mio.       |
| 51         | 4         | Der Teufelskreis        | Escape Plan            | 18. Okt. 2016        | 29. Dez. 2017                         | James Whitmore, Jr. | David Appelbaum                                                 | 9,53 Mio.       |
| 52         | 5         | Mörder an Bord          | Course Correction      | 25. Okt. 2016        | 5. Jan. 2018                          | Tony Wharmby        | Chad Gomez Creasey                                              | 9,62 Mio.       |
| 53         | 6         | Alte Wunden             | One Good Man           | 15. Nov. 2016        | 12. Jan. 2018                         | Robert Greenlea     | Gwendolyn M. Parker                                             | 9,17 Mio.       |
| 54         | 7         | Unter Bikern            | Outlaws                | 22. Nov. 2016        | 19. Jan. 2018                         | Mary Lou Belli      | Greta Heinemann                                                 | 8,50 Mio.       |
| 55         | 8         | Dustins Song            | Music to My Ears       | 6. Dez. 2016         | 26. Jan. 2018                         | Michael Zinberg     | Kate Sargeant Curtis                                            | 9,36 Mio.       |
| 56         | 9         | Die perfekte Tarnung    | Overdrive              | 13. Dez. 2016        | 2. Feb. 2018                          | Gordon Lonsdale     | Ron McGee                                                       | 10,01 Mio.      |
| 57         | 10        | Staatsfeind Nr. 1       | Follow the Money       | 3. Jan. 2017         | 9. Feb. 2018                          | Stacey Black        | Christopher Silber                                              | 9,62 Mio.       |
| 58         | 11        | Alles auf eine Karte    | Let it Ride            | 17. Jan. 2017        | 16. Feb. 2018                         | Nina Lopez-Corrado  | Brad Kern & Taylor Streitz                                      | 9,33 Mio.       |
| 59         | 12        | Bohrinsel 5             | Hell on the High Water | 24. Jan. 2017        | 9. März 2018                          | Michael Zinberg     | Zach Strauss                                                    | 9,18 Mio.       |
| 60         | 13        | Elvis lebt!             | Return of the King     | 7. Feb. 2017         | 16. März 2018                         | James Hayman        | David Appelbaum                                                 | 9,01 Mio.       |
| 61         | 14        | Der fünfte Interessent  | Pandora’s Box, Part II | 14. Feb. 2017        | 2. Apr. 2018                          | LeVar Burton        | Christopher Silber                                              | 10,32 Mio.      |
| 62         | 15        | Endstation Mord         | End of the Line        | 21. Feb. 2017        | 9. Apr. 2018                          | Ed Ornelas          | Chad Gomez Creasey                                              | 9,58 Mio.       |
| 63         | 16        | Befehl ist Befehl       | The Last Stand         | 7. März 2017         | 23. März 2018                         | Sharat Raju         | Greta Heinemann                                                 | 9,06 Mio.       |
| 64         | 17        | Schnell, leise, tödlich | Swift, Silent, Deadly  | 14. März 2017        | 13. Apr. 2018                         | Randy Zisk          | Ron McGee                                                       | 10,43 Mio.      |
| 65         | 18        | Eine Frage der Zeit     | Slay the Dragon        | 14. März 2017        | 16. Apr. 2018                         | Mary Lou Belli      | Kate Sargeant Curtis                                            | 10,43 Mio.      |
| 66         | 19        | Gelbe Augen             | Quid Pro Quo           | 28. März 2017        | 23. Apr. 2018                         | Alex Zakrzewski     | Zach Strauss                                                    | 9,17 Mio.       |
| 67         | 20        | Keine Zeugen            | NOLA Confidential      | 4. Apr. 2017         | 23. Apr. 2018                         | Geary McLeod        | David Appelbaum & Taylor Streitz                                | 8,88 Mio.       |
| 68         | 21        | Die Waffen der Familie  | Krewe                  | 18. Apr. 2017        | 30. Apr. 2018                         | Tony Wharmby        | Judith McCreary                                                 | 10,16 Mio.      |
| 69         | 22        | Knockout                | Knockout               | 2. Mai 2017          | 30. Apr. 2018                         | Gordon Lonsdale     | Chad Gomez Creasey & Greta Heinemann                            | 8,69 Mio.       |
| 70         | 23        | Clearwater              | Down the Rabbit Hole   | 9. Mai 2017          | 7. Mai 2018                           | Ed Ornelas          | Brad Kern                                                       | 9,02 Mio.       |
| 71         | 24        | Ein Toter räumt auf     | Poetic Justice         | 16. Mai 2017         | 7. Mai 2018                           | James Hayman        | Christopher Silber Idee: Christopher Silber & Katherine Beattie | 9,22 Mio.       |

## Staffel 4
Die Erstausstrahlung der vierten Staffel war vom 26. September 2017 bis zum 15. Mai 2018 auf dem US-amerikanischen Sender CBS zu sehen. Die deutschsprachige Erstausstrahlung der ersten Folge sendete der deutsche Free-TV-Sender Kabel eins am 8. Juni 2018. Die Folgen 2 bis 20 wurden vom 10. Juni bis zum 14. Oktober 2018 vom österreichischen Free-TV-Sender ATV2 erstausgestrahlt. Die restlichen Folgen waren erstmals vom 19. Oktober bis zum 9. November 2018 – nun wieder bei Kabel eins – zu sehen.
| Nr. (ges.) | Nr. (St.) | Deutscher Titel              | Originaltitel                     | Erstausstrahlung USA | Deutschsprachige Erstausstrahlung (D/A) | Regie               | Drehbuch                                                                   | Zuschauer (USA) |
| ---------- | --------- | ---------------------------- | --------------------------------- | -------------------- | --------------------------------------- | ------------------- | -------------------------------------------------------------------------- | --------------- |
| 72         | 1         | Unter dem Radar              | Rogue Nation                      | 26. Sep. 2017        | 8. Juni 2018                            | James Hayman        | Brad Kern                                                                  | 8,78 Mio.       |
| 73         | 2         | Mister Lonesome              | #1 Fan                            | 3. Okt. 2017         | 10. Juni 2018                           | Hart Bochner        | Zach Strauss                                                               | 9,23 Mio.       |
| 74         | 3         | Irgendwo im Westen           | The Asset                         | 10. Okt. 2017        | 17. Juni 2018                           | Tony Wharmby        | Christopher Silber                                                         | 9,52 Mio.       |
| 75         | 4         | Das Familiengeheimnis        | Dead Man Calling                  | 17. Okt. 2017        | 24. Juni 2018                           | Tony Wharmby        | Christopher Silber                                                         | 9,54 Mio.       |
| 76         | 5         | Kugeln aus Glas              | Viral                             | 24. Okt. 2017        | 1. Juli 2018                            | LeVar Burton        | Chad Gomez Creasey                                                         | 9,52 Mio.       |
| 77         | 6         | Operation Chaos              | Acceptable Loss                   | 31. Okt. 2017        | 8. Juli 2018                            | Mary Lou Belli      | Brooke Roberts                                                             | 8,86 Mio.       |
| 78         | 7         | Zeitbomben                   | The Accident                      | 7. Nov. 2017         | 15. Juli 2018                           | LeVar Burton        | Ron McGee & Michael Gemballa                                               | 9,22 Mio.       |
| 79         | 8         | Die Sünden des Vaters        | Sins of the Father                | 14. Nov. 2017        | 22. Juli 2018                           | James Whitmore Jr.  | Paul Muyot                                                                 | 9,67 Mio.       |
| 80         | 9         | Straßenkinder                | Hard Knock Life                   | 21. Nov. 2017        | 29. Juli 2018                           | Deborah Reinisch    | Talicia Raggs                                                              | 7,99 Mio.       |
| 81         | 10        | Sehnsucht nach Freiheit      | Mirror, Mirror                    | 12. Dez. 2017        | 5. Aug. 2018                            | Geary McLeod        | Brad Kern & Lynne E. Litt                                                  | 8,21 Mio.       |
| 82         | 11        | Bonnie und Clyde             | Monster                           | 2. Jan. 2018         | 12. Aug. 2018                           | Rob Greenlea        | Christopher Silber                                                         | 9,10 Mio.       |
| 83         | 12        | Der Schakal                  | Identity Crisis                   | 9. Jan. 2018         | 19. Aug. 2018                           | Gordon C. Lonsdale  | Taylor Streitz                                                             | 8,70 Mio.       |
| 84         | 13        | Das letzte Wort              | Ties That Bind                    | 23. Jan. 2018        | 26. Aug. 2018                           | James Hayman        | Ron McGee & Katherine Beattie                                              | 9,30 Mio.       |
| 85         | 14        | Eine neue Ära                | A New Dawn                        | 6. Feb. 2018         | 2. Sep. 2018                            | Michael Zinberg     | Greta Heinemann                                                            | 8,38 Mio.       |
| 86         | 15        | Ein Fall für Isler           | The Last Mile                     | 27. Feb. 2018        | 9. Sep. 2018                            | Stacey K. Black     | Chad Gomez Creasey                                                         | 8,26 Mio.       |
| 87         | 16        | Jacks Entscheidung           | Empathy                           | 6. März 2018         | 16. Sep. 2018                           | Tessa Blake         | Paul Guyot                                                                 | 8,44 Mio.       |
| 88         | 17        | Napoleons Lilie              | Treasure Hunt                     | 13. März 2018        | 23. Sep. 2018                           | Tony Wharmby        | Brooke Roberts                                                             | 9,25 Mio.       |
| 89         | 18        | Camp Apache                  | Welcome to the Jungle             | 27. März 2018        | 30. Sep. 2018                           | James Whitmore, Jr. | Christopher Silber & Austin Badgett                                        | 8,53 Mio.       |
| 90         | 19        | Hoher Einsatz                | High Stakes                       | 3. Apr. 2018         | 7. Okt. 2018                            | LeVar Burton        | Ron McGee                                                                  | 8,43 Mio.       |
| 91         | 20        | Wo Rauch ist, ist auch Feuer | Powder Keg                        | 17. Apr. 2018        | 14. Okt. 2018                           | Mary Lou Belli      | Talicia Riggs                                                              | 8,46 Mio.       |
| 92         | 21        | Damals in Hawaii             | Mind Games                        | 1. Mai 2018          | 19. Okt. 2018                           | Gordon C. Lonsdale  | Greta Heinemann & Taylor Streitz                                           | 8,13 Mio.       |
| 93         | 22        | Die Schmutzkampagne          | The Assassination of Dwayne Pride | 8. Mai 2018          | 26. Okt. 2018                           | Ed Ornelas          | Ron McGee & Katherine Beattie Idee: Chad Gomez Creasey & Katherine Beattie | 8,11 Mio.       |
| 94         | 23        | Die Todesliste               | Checkmate, Part 1                 | 15. Mai 2018         | 2. Nov. 2018                            | Jim Hayman          | Brad Kern                                                                  | 9,44 Mio.       |
| 95         | 24        | Im Fadenkreuz                | Checkmate, Part 2                 | 15. Mai 2018         | 9. Nov. 2018                            | James Whitmore Jr.  | Christopher Silber                                                         | 9,44 Mio.       |

## Staffel 5
Die Erstausstrahlung der fünften Staffel war vom 25. September 2018 bis zum 14. Mai 2019 auf dem US-amerikanischen Sender CBS zu sehen. Die deutschsprachige Erstausstrahlung erfolgte am 13. September 2019 beim deutschen Free-TV-Sender Kabel eins. Die weiteren Erstausstrahlungen von der 2. bis zur 14. Folge wurden vom 15. September bis zum 8. Dezember 2019 beim österreichischen Free-TV-Sender ATV2 gesendet. Die restlichen Folgen wurden vom 10. bis zum 17. Dezember 2019 beim deutschen Pay-TV-Sender 13th Street gesendet.
| Nr. (ges.) | Nr. (St.) | Deutscher Titel           | Originaltitel           | Erstausstrahlung USA | Deutschsprachige Erstausstrahlung (D/A) | Regie               | Drehbuch                         | Zuschauer (USA) |
| ---------- | --------- | ------------------------- | ----------------------- | -------------------- | --------------------------------------- | ------------------- | -------------------------------- | --------------- |
| 96         | 1         | Der Engel des Todes       | See You Soon            | 25. Sep. 2018        | 13. Sep. 2019                           | James Hayman        | Christopher Silber               | 8,97 Mio.       |
| 97         | 2         | Der Glückstag             | Inside Out              | 2. Okt. 2018         | 15. Sep. 2019                           | Ed Ornelas          | Adam Targum                      | 7,84 Mio.       |
| 98         | 3         | Der Khalifa-Brief         | Diplomatic Immunity     | 9. Okt. 2018         | 22. Sep. 2019                           | Gordon C. Lonsdale  | Greta Heinemann & Rob Kerkovich  | 7,91 Mio.       |
| 99         | 4         | Kleine Fische             | Legacy                  | 16. Okt. 2018        | 29. Sep. 2019                           | LeVar Burton        | Chad Gomez Creasey               | 7,20 Mio.       |
| 100        | 5         | Bruder Jimmy              | In the Blood            | 23. Okt. 2018        | 6. Okt. 2019                            | James Whitmore, Jr. | Ron McGee                        | 7,12 Mio.       |
| 101        | 6         | Die Warnung der Tauben    | Pound of Flesh          | 30. Okt. 2018        | 13. Okt. 2019                           | James Whitmore Jr.  | Ron McGee                        | 7,56 Mio.       |
| 102        | 7         | Die Nebelmaschine         | Sheepdogs               | 13. Nov. 2018        | 20. Okt. 2019                           | Michael Zinberg     | Brooke Roberts                   | 7,58 Mio.       |
| 103        | 8         | Aztec Kings               | Close to Home           | 20. Nov. 2018        | 27. Okt. 2019                           | Tony Wharmby        | Katherine Beattie                | 7,47 Mio.       |
| 104        | 9         | Zwei Familien             | Risk Assessment         | 4. Dez. 2018         | 3. Nov. 2019                            | Tessa Blake         | Elizabeth Rinehart               | 8,33 Mio.       |
| 105        | 10        | Tick Tock                 | Tick Tock               | 11. Dez. 2018        | 10. Nov. 2019                           | Stacey K. Black     | Christopher Silber               | 7,76 Mio.       |
| 106        | 11        | Die Sanduhr des Lebens    | Vindicta                | 15. Jan. 2019        | 17. Nov. 2019                           | James Hayman        | Adam Targum                      | 7,29 Mio.       |
| 107        | 12        | Desperate Navy Wives      | Desperate Navy Wives    | 22. Jan. 2019        | 24. Nov. 2019                           | Michael Zinberg     | Chad Gomez Creasey               | 6,70 Mio.       |
| 108        | 13        | Virus X                   | X                       | 12. Feb. 2019        | 1. Dez. 2019                            | Mary Lou Belli      | Greta Heinemann                  | 7,16 Mio.       |
| 109        | 14        | Der Mord-Index            | Conspiracy Theories     | 19. Feb. 2019        | 8. Dez. 2019                            | Tessa Blake         | Ron McGee                        | 7,03 Mio.       |
| 110        | 15        | Kaninchen aus dem Hut     | Crab Mentality          | 26. Feb. 2019        | 10. Dez. 2019                           | Stacey K. Black     | Brooke Roberts                   | 7,19 Mio.       |
| 111        | 16        | Zelko                     | Survivor                | 12. März 2019        | 10. Dez. 2019                           | James Whitmore Jr.  | Cameron Dupuy & Sydney Mitchell  | 6,98 Mio.       |
| 112        | 17        | Eine Stadt namens Bovis   | Reckoning               | 26. März 2019        | 16. Dez. 2019                           | Gordon C. Lonsdale  | Christopher Silber & Adam Targum | 7,18 Mio.       |
| 113        | 18        | Die Valor Brigade         | In Plain Sight          | 2. Apr. 2019         | 16. Dez. 2019                           | LeVar Burton        | Katherine Beattie                | 7,19 Mio.       |
| 114        | 19        | Der Clan                  | A House Divided         | 9. Apr. 2019         | 16. Dez. 2019                           | Deborah Reinisch    | Elizabeth Rinehart               | 6,69 Mio.       |
| 115        | 20        | Jackpot                   | Jackpot                 | 16. Apr. 2019        | 16. Dez. 2019                           | Mary Lou Belli      | Talicia Raggs                    | 6,54 Mio.       |
| 116        | 21        | Vertrau mir!              | Trust Me                | 23. Apr. 2019        | 17. Dez. 2019                           | Jen Derwingson      | Austin Badgett & Ron McGee       | 6,46 Mio.       |
| 117        | 22        | Chaostheorie              | Chaos Theory            | 30. Apr. 2019        | 17. Dez. 2019                           | Ed Ornelas          | Brooke Roberts                   | 7,16 Mio.       |
| 118        | 23        | Am Rande des Abgrunds (1) | The River Styx, Part I  | 7. Mai 2019          | 17. Dez. 2019                           | Jim Hayman          | Chad Gomez Creasey               | 6,68 Mio.       |
| 119        | 24        | Am Rande des Abgrunds (2) | The River Styx, Part II | 14. Mai 2019         | 17. Dez. 2019                           | James Whitmore Jr.  | Christopher Silber               | 6,93 Mio.       |

## Staffel 6
Die Erstausstrahlung der sechsten Staffel war vom 24. September 2019 bis zum 19. April 2020 auf dem US-amerikanischen Sender CBS zu sehen. Die deutschsprachige Erstveröffentlichung der ersten Episode fand am 15. Mai 2020 beim Streamingdienst Joyn statt. Die restlichen Episoden wurden vom 24. Mai 2020 bis zum 27. September 2020 beim österreichischen Free-TV-Sender ATV2 erstausgestrahlt.
| Nr. (ges.) | Nr. (St.) | Deutscher Titel            | Originaltitel             | Erstausstrahlung USA | Deutschsprachige Erstveröffentlichung (D/A) | Regie              | Drehbuch                            | Zuschauer (USA) |
| ---------- | --------- | -------------------------- | ------------------------- | -------------------- | ------------------------------------------- | ------------------ | ----------------------------------- | --------------- |
| 120        | 1         | Hannahs Entscheidung       | Judgement Call            | 24. Sep. 2019        | 15. Mai 2020                                | James Hayman       | Christopher Silber                  | 6,66 Mio.       |
| 121        | 2         | Das Terminator-Rätsel      | The Terminator Conundrum  | 1. Okt. 2019         | 24. Mai 2020                                | Ed Ornelas         | Jan Nash                            | 6,90 Mio.       |
| 122        | 3         | Schlaflos in New York      | Bad Apple                 | 8. Okt. 2019         | 31. Mai 2020                                | Stacey K. Black    | Ron McGee                           | 6,69 Mio.       |
| 123        | 4         | Der Miami-Ring             | Overlooked                | 15. Okt. 2019        | 7. Juni 2020                                | Gordon Lonsdale    | Stephanie Sengupta                  | 6,57 Mio.       |
| 124        | 5         | Spione & Lügen             | Spies & Lies              | 22. Okt. 2019        | 14. Juni 2020                               | LeVar Burton       | Brooke Roberts                      | 6,64 Mio.       |
| 125        | 6         | Die Hütte im Wald          | Matthew 5:9               | 5. Nov. 2019         | 21. Juni 2020                               | Michael Zinberg    | Chad Gomez Creasey                  | 6,61 Mio.       |
| 126        | 7         | Spartacus                  | Boom-Boom-Boom-Boom       | 12. Nov. 2019        | 28. Juni 2020                               | Mary Lou Belli     | Talicia Raggs                       | 6,41 Mio.       |
| 127        | 8         | Bodyguard                  | The Order of the Mongoose | 19. Nov. 2019        | 5. Juli 2020                                | Rob Greenlea       | Katherine Beattie                   | 6,89 Mio.       |
| 128        | 9         | Die verlorenen Kinder      | Convicted                 | 26. Nov. 2019        | 12. Juli 2020                               | Hart Bochner       | Jan Nash & Christopher Silber       | 6,87 Mio.       |
| 129        | 10        | Der Tag der Abrechnung     | Requital                  | 17. Dez. 2019        | 19. Juli 2020                               | Michael Zinberg    | Jan Nash & Christopher Silber       | 7,05 Mio.       |
| 130        | 11        | Der Kommandant             | Bad Moon Rising           | 16. Feb. 2020        | 26. Juli 2020                               | Lionel Coleman     | Ron McGee                           | 5,24 Mio.       |
| 131        | 12        | Ein Fluss in Albanien      | Waiting for Monroe        | 23. Feb. 2020        | 2. Aug. 2020                                | James Whitmore Jr. | Sydney Mitchel                      | 5,59 Mio.       |
| 132        | 13        | Drei Millionen Gründe      | The Root of All Evil      | 1. März 2020         | 9. Aug. 2020                                | Tessa Blake        | Stephanie Sengupta & Corey Moore    | 5,56 Mio.       |
| 133        | 14        | Der Mann im roten Anzug    | The Man in the Red Suit   | 8. März 2020         | 16. Aug. 2020                               | James Hayman       | Chad Gomez Creasey & Jan Nash       | 5,62 Mio.       |
| 134        | 15        | Rachels Reise              | Relentless                | 15. März 2020        | 23. Aug. 2020                               | Gordon Lonsdale    | Cameron Dupuy                       | 6,35 Mio.       |
| 135        | 16        | 25 Passwörter              | Pride and Prejudice       | 15. März 2020        | 30. Aug. 2020                               | Hart Bochner       | Brooke Roberts                      | 5,83 Mio.       |
| 136        | 17        | Im Bruchteil einer Sekunde | Biased                    | 22. März 2020        | 6. Sep. 2020                                | LeVar Burton       | Talicia Raggs                       | 6,39 Mio.       |
| 137        | 18        | Geld und Gift              | A Changed Woman           | 29. März 2020        | 13. Sep. 2020                               | Mary Lou Belli     | Katherine Beattie                   | 6,50 Mio.       |
| 138        | 19        | Monolith                   | Monolith                  | 12. Apr. 2020        | 20. Sep. 2020                               | Diana Valentine    | Chad Gomez Creasey & Sydney Mitchel | 5,88 Mio.       |
| 139        | 20        | Das Wespennest             | Predators                 | 19. Apr. 2020        | 27. Sep. 2020                               | Gordon Lonsdale    | Stephanie Sengupta                  | 6,24 Mio.       |

## Staffel 7
Die Erstausstrahlung der siebten Staffel wurde seit dem 8. November 2020 auf dem US-amerikanischen Sender CBS gesendet. Die deutschsprachige Erstveröffentlichung war seit dem 9. April 2021 beim Streamingdienst Joyn zu sehen. Der österreichische Free-TV-Sender ATV2 sendete die Folgen 10 und 11 am 6. und 13. Juni 2021 als deutschsprachige Erstveröffentlichung.
| Nr. (ges.) | Nr. (St.) | Deutscher Titel               | Originaltitel                 | Erstausstrahlung USA | Deutschsprachige Erstveröffentlichung (D/A) | Regie               | Drehbuch                                           | Zuschauer (USA) |
| ---------- | --------- | ----------------------------- | ----------------------------- | -------------------- | ------------------------------------------- | ------------------- | -------------------------------------------------- | --------------- |
| 140        | 1         | Das Schiff der Verdammten (1) | Something in the Air (Part 1) | 8. Nov. 2020         | 9. Apr. 2021                                | James Whitmore Jr.  | Jan Nash & Christopher Silber                      | 4,65 Mio.       |
| 141        | 2         | Das Schiff der Verdammten (2) | Something in the Air (Part 2) | 15. Nov. 2020        | 9. Apr. 2021                                | James Whitmore Jr.  | Jan Nash & Christopher Silber                      | 4,71 Mio.       |
| 142        | 3         | Die schützende Hand           | One of Our Own                | 22. Nov. 2020        | 16. Apr. 2021                               | Hart Bochner        | Ron McGee                                          | 4,90 Mio.       |
| 143        | 4         | Schwarze Schafe               | We All Fall…                  | 13. Dez. 2020        | 23. Apr. 2021                               | Hart Bochner        | Talicia Riggs                                      | 5,17 Mio.       |
| 144        | 5         | Gefahr aus der Tiefe (1)      | Operation Drano, Part 1       | 3. Jan. 2021         | 30. Apr. 2021                               | LeVar Burton        | Chad Gomez Creasey                                 | 4,54 Mio.       |
| 145        | 6         | Gefahr aus der Tiefe (2)      | Operation Drano, Part 2       | 10. Jan. 2021        | 7. Mai 2021                                 | LeVar Burton        | Katherine Beattie                                  | 4,67 Mio.       |
| 146        | 7         | Die Angst der Opfer (1)       | Leda and the Swan, Part 1     | 17. Jan. 2021        | 14. Mai 2021                                | Diana Valentine     | Stephanie Sengupta                                 | 5,07 Mio.       |
| 147        | 8         | Die Angst der Opfer (2)       | Leda and the Swan, Part 2     | 14. Feb. 2021        | 21. Mai 2021                                | Diana C. Valentine  | Sydney Mitchel                                     | 5,00 Mio.       |
| 148        | 9         | Am hellichten Tag             | Into Thin Air                 | 21. Feb. 2021        | 28. Mai 2021                                | Tim Andrew          | Cameron Dupuy                                      | 4,93 Mio.       |
| 149        | 10        | Der Jäger                     | Homeward Bound                | 28. Feb. 2021        | 6. Juni 2021                                | Hart Bochner        | Katherine Beattie & Jack Maron                     | 5,03 Mio.       |
| 150        | 11        | Die Route                     | Stashed                       | 28. März 2021        | 13. Juni 2021                               | Sherman Shelton Jr. | Talicia Riggs & Adam Lazarre-White                 | 4,86 Mio.       |
| 151        | 12        | Es war einmal                 | Once Upon a Time              | 4. Apr. 2021         | 23. Juli 2021                               | Rob Greenlea        | Jan Nash & Ron McGee                               | 4,63 Mio.       |
| 152        | 13        | Der Sohn                      | Choices                       | 2. Mai 2021          | 30. Juli 2021                               | Lionel Coleman      | Chad Gomez Creasey & Christopher Silber            | 4,79 Mio.       |
| 153        | 14        | Officer Charlie               | Illusions                     | 9. Mai 2021          | 6. Aug. 2021                                | Rob Greenlea        | Stephanie Sengupta & Megan Bacharach               | 4,96 Mio.       |
| 154        | 15        | Es liegt im Blut              | Runs in the Family            | 16. Mai 2021         | 13. Aug. 2021                               | Mary Lou Belli      | Ron McGee & Stephanie Sengupta                     | 4,98 Mio.       |
| 155        | 16        | Laissez Les Bon Temps Rouler  | Laissez Les Bon Temps Rouler  | 23. Mai 2021         | 20. Aug. 2021                               | Tim Andrew          | Chad Gomez Creasey, Ron McGee & Stephanie Sengupta | 5,18 Mio.       |